# Täufer in Ostfriesland

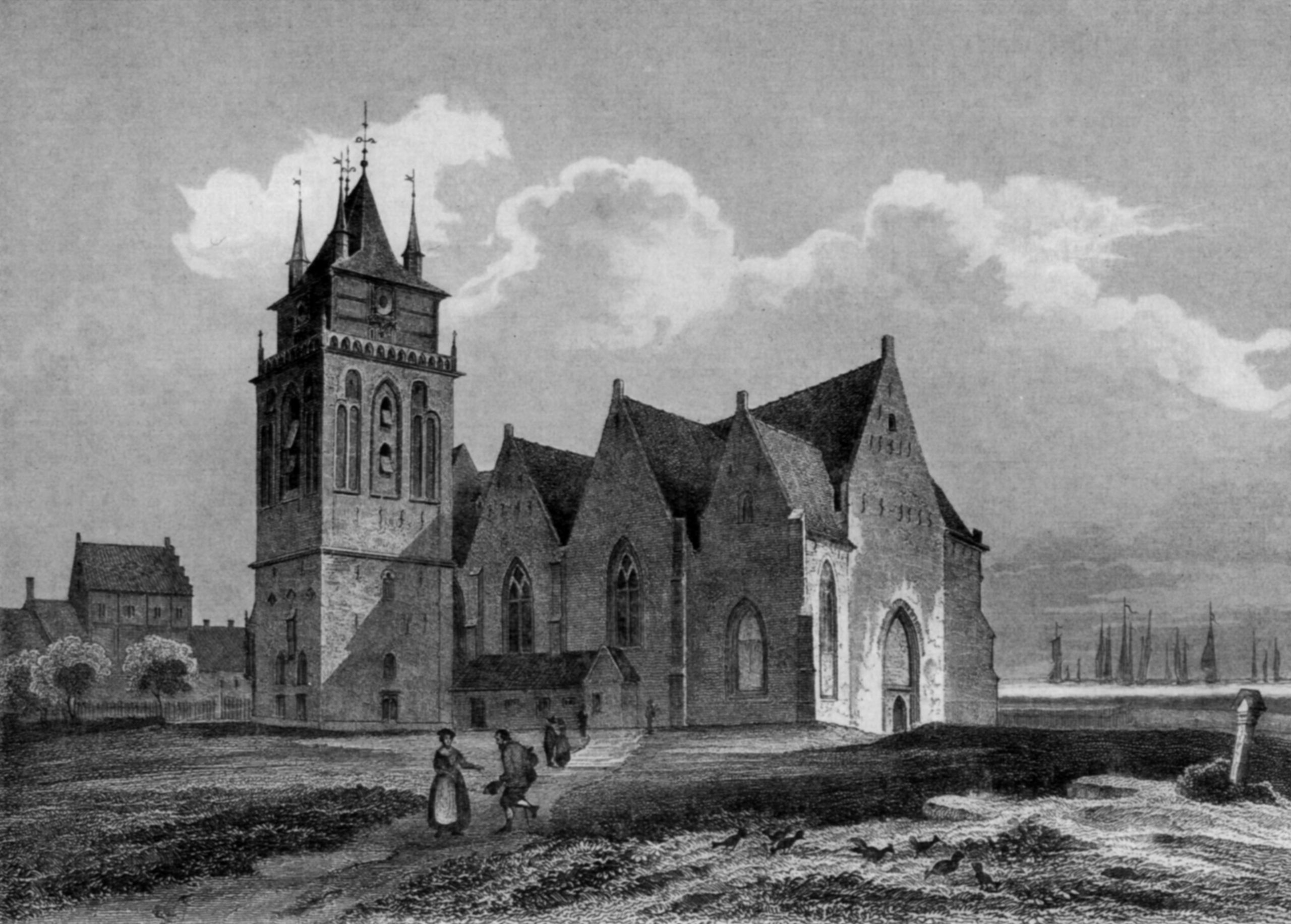
Große Kirche Emden, in der Melchior Hofmann taufte

Täufer in Ostfriesland gibt es nachweislich seit 1528. Eine erste Täufergemeinde, die in der Folgezeit auch zur Keimzelle des niederländischen Täufertums wurde, konstituierte sich 1530 in Emden. Mit den Anfängen der ostfriesischen Täuferbewegung eng verbunden sind die Namen der täuferische Gründerpersönlichkeiten Melchior Hofmann und Menno Simons. Das historische Erbe der Täufer traten die Mennoniten an. Sie sind heute in Ostfriesland mit Gemeinden in Emden, Leer und Norden vertreten.

## Politisch-religiöse Situation zur Zeit der Anfänge der ostfriesischen Täuferbewegung

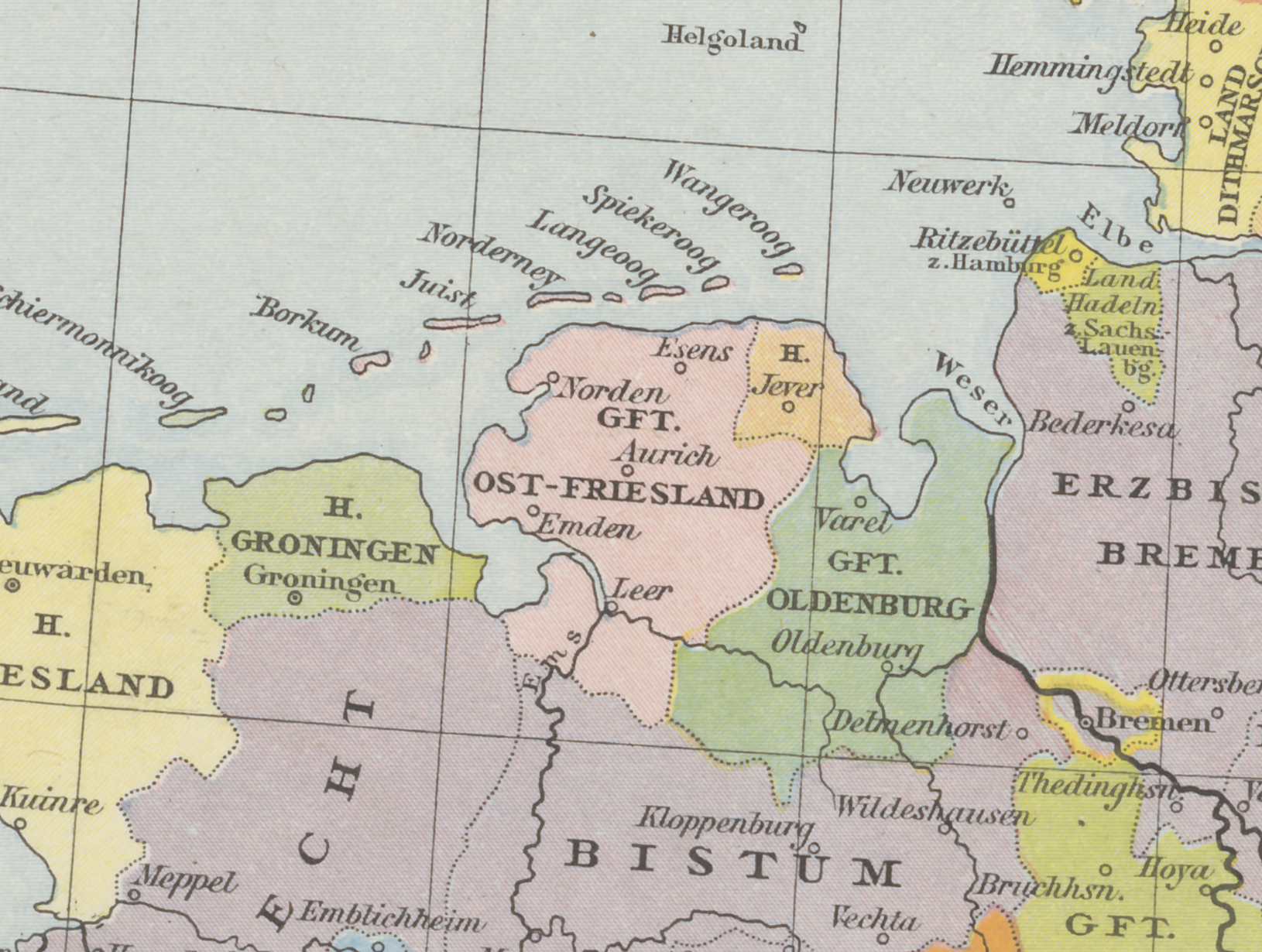
Die Grafschaft Ostfriesland um 1500

Als täuferische Lehren erstmals in Ostfriesland Fuß fassten, regierte in Emden Graf Edzard I. (1461–1528) aus dem Adelsgeschlecht der Cirksena. Unter seiner Herrschaft erreichte die Grafschaft Ostfriesland ihre größte Ausdehnung und verzeichnete sowohl in kultureller als auch in wirtschaftlicher Hinsicht einen bedeutenden Aufschwung. Edzard I. stellte die Weichen für die Einführung der Reformation. Da seine Hoheitsrechte jedoch durch die besonderen Freiheitsrechte der friesischen Stände eingegrenzt wurden, war es ihm nicht möglich, ein bestimmtes reformatorisches Bekenntnis obrigkeitlich durchzusetzen. So kam es in Ostfriesland zu einer konfessionellen Spaltung, die bis heute fortdauert. Während im Osten Ostfrieslands das Luthertum dominierte, wurde der Westen calvinistisch. In den Städten Ostfrieslands wurde über einen langen Zeitraum um die Dominanz des einen oder anderen Bekenntnisses gekämpft.
Einen wesentlichen Anteil an der Einführung der Reformation in Ostfriesland hatte auch Ulrich von Dornum (1465/66?–1536). Der Herr von Oldersum, Jarßum und Widdelswehr war Initiator des sogenannten Oldersumer Religionsgespräches, das im Juni 1526 stattfand. Er fertigte eine Niederschrift dieser Disputation an und ließ sie in Wittenberg drucken. Diese Schrift trug maßgeblich dazu bei, dass die ostfriesischen Lande der Reformation ihre Türen öffneten. Katholische Kirchengemeinden gab es nach der Einführung der Reformation in Ostfriesland nicht mehr und katholische Christen, die sogenannten Altgläubigen, kaum noch.
Die Nachfolge Edzards I. trat Graf Enno II. (1505–1540) an. Er war lutherischer Konfession, während an seinem Regierungssitz in Emden die Reformierten vorherrschten. In seine Zeit fiel die Gründung der Emder Täufergemeinde.

## Anfänge

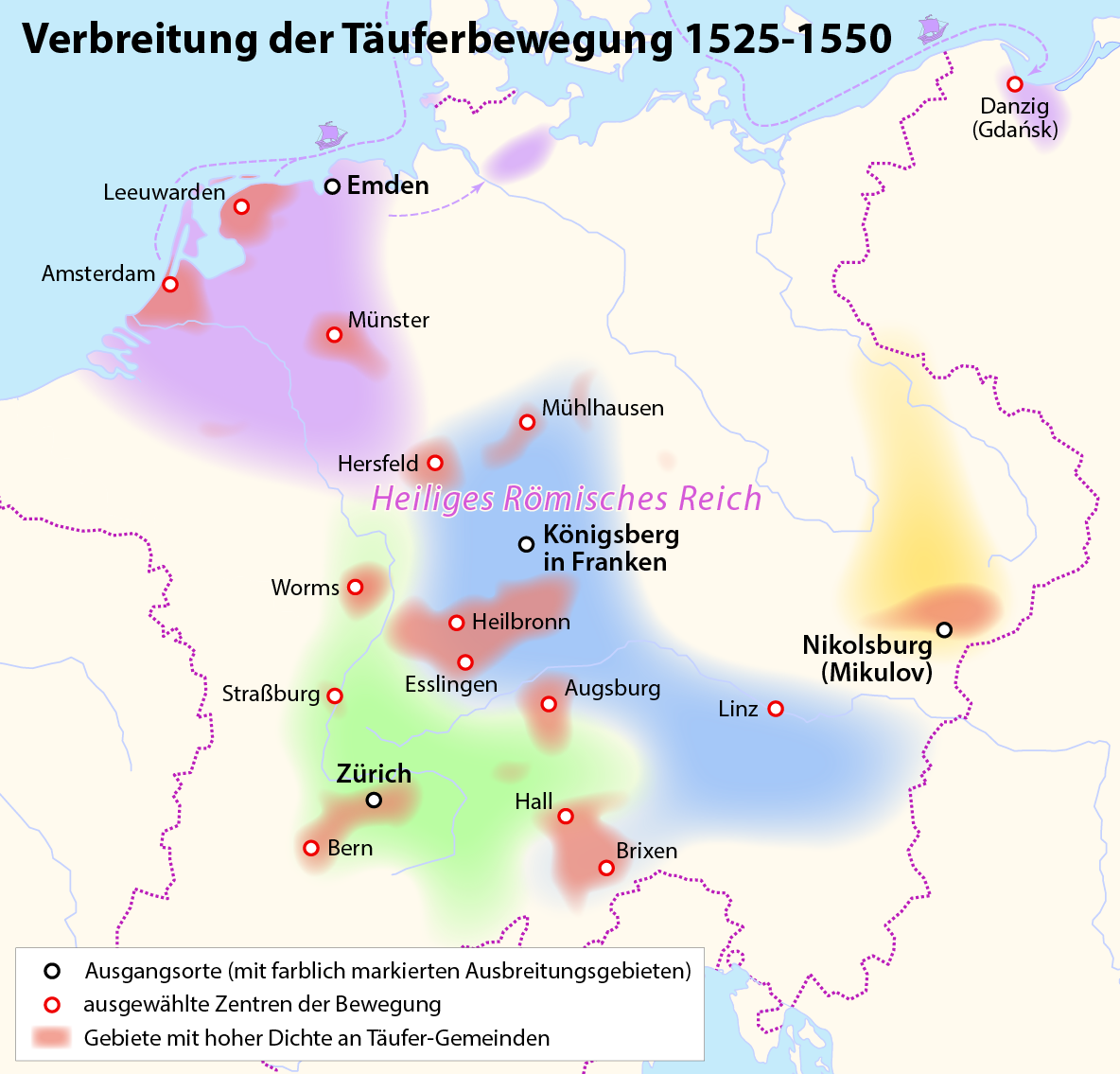
Ausbreitung der Täuferbewegung zwischen 1525 und 1550

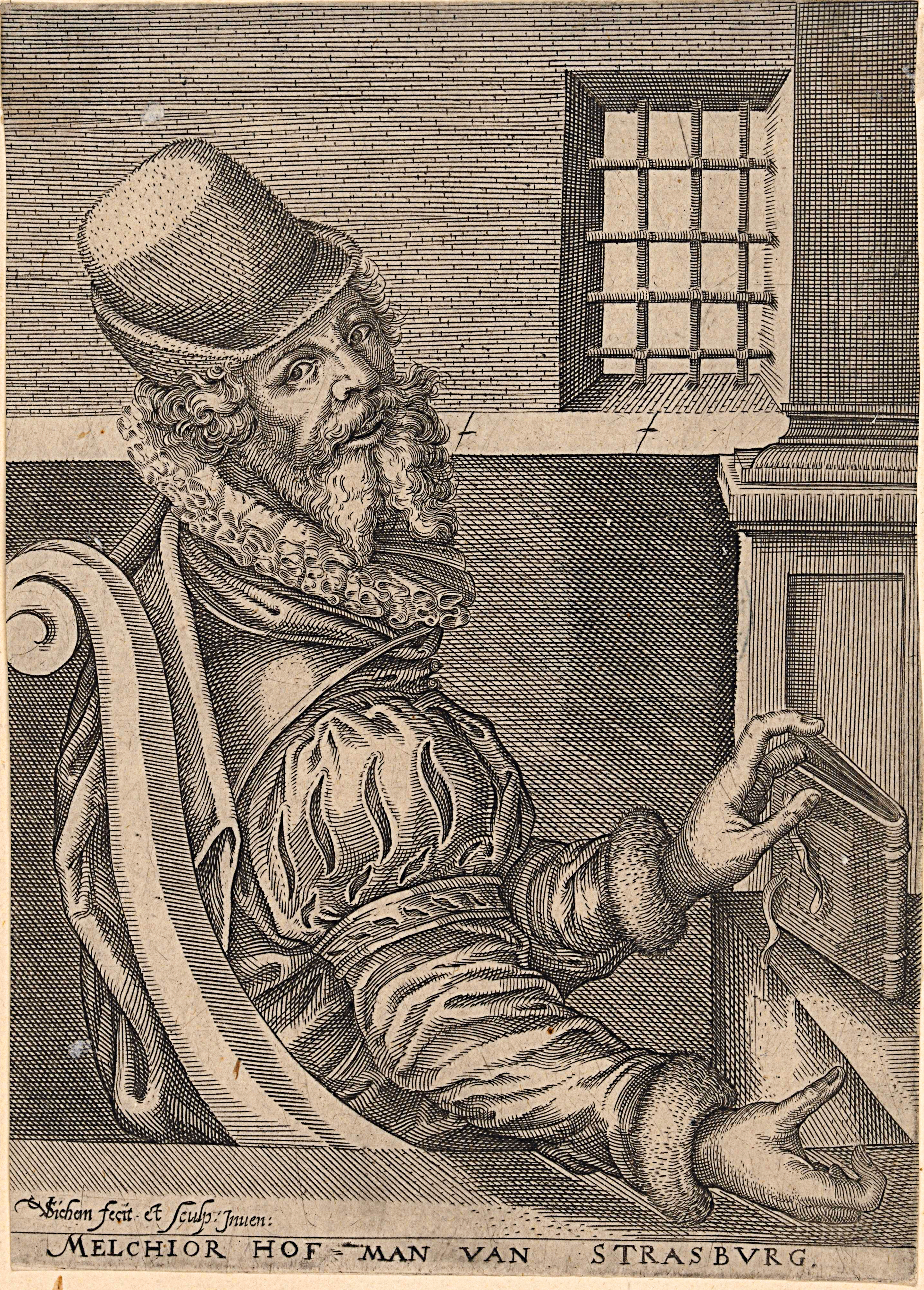
Melchior Hofmann

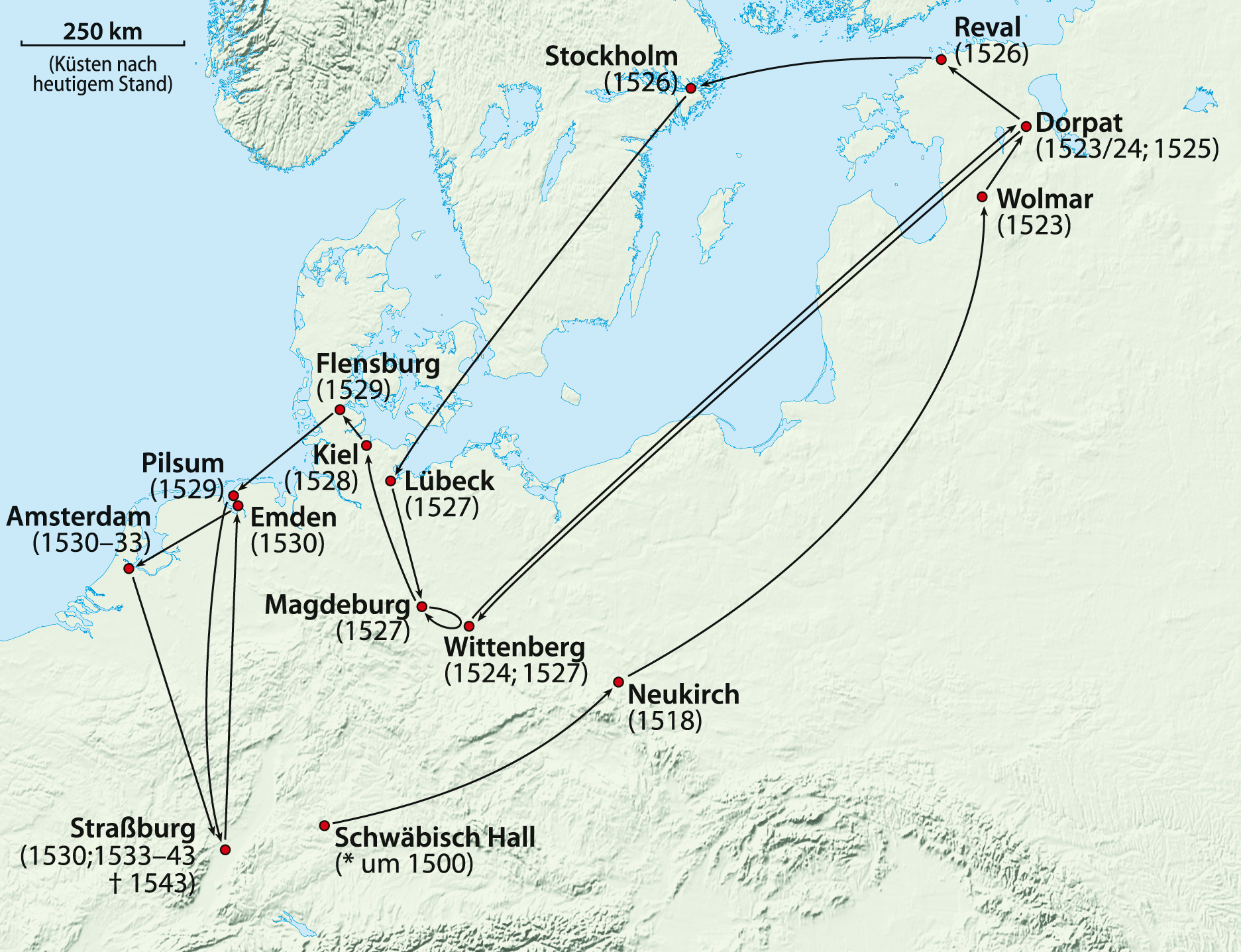
Stationen der Reisen Hofmanns

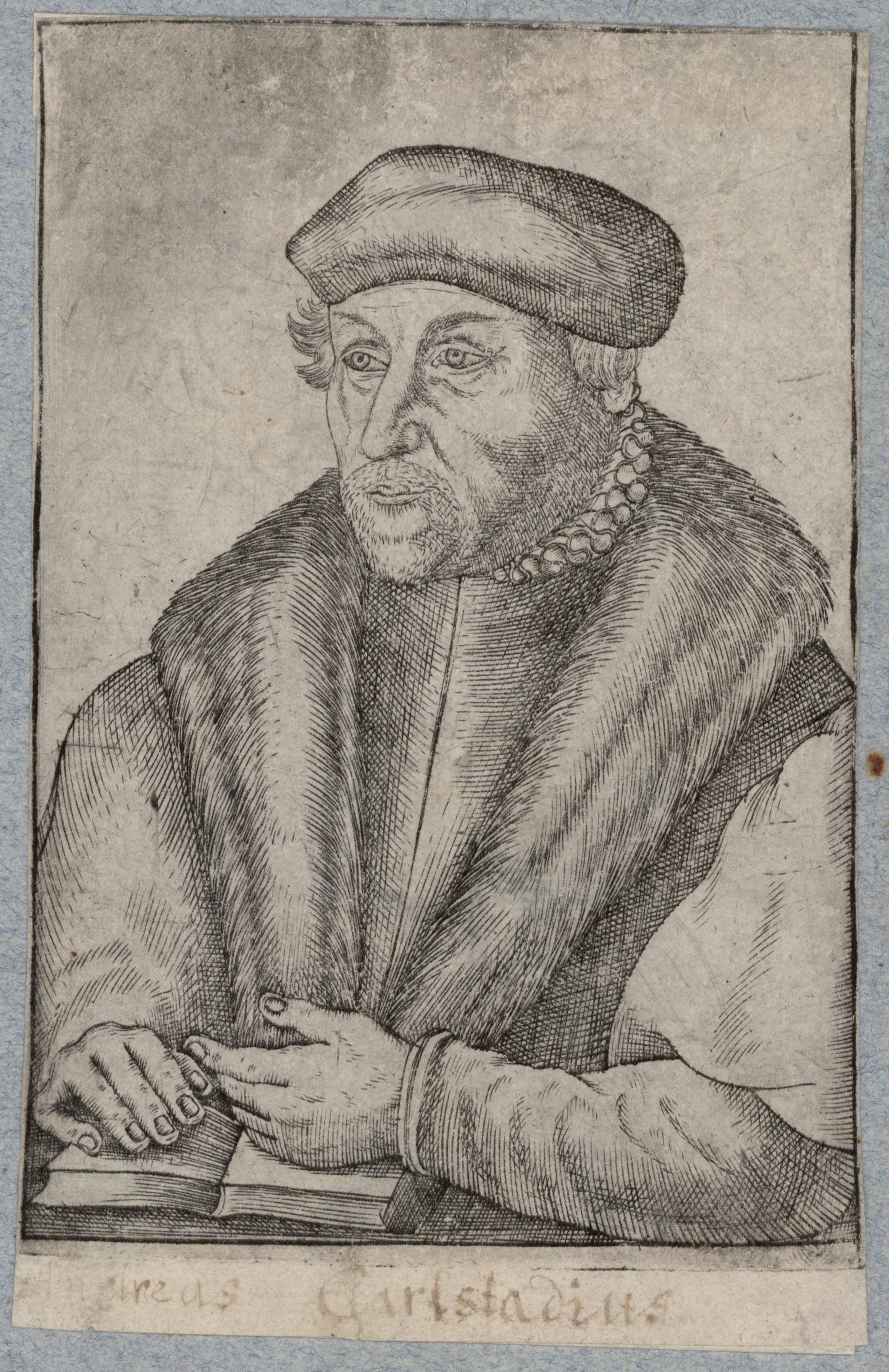
Andreas Bodenstein, genannt Karlstadt

Der zeitgenössische Historiker Eggerik Beninga berichtet in seiner Ostfriesischen Chronik, dass um das Jahr 1528 zum ersten Mal die wederdopers (Wiedertäufer) öffentlich aufgetreten seien. Wahrscheinlich zielt diese Bemerkung auf Auseinandersetzungen im Zusammenhang der Tauflehre ab, die die theologische Landschaft Ostfrieslands in den 1520er-Jahren nicht unwesentlich bestimmten. In einem Brief vom 14. Februar 1529 informierte Ulrich von Dornum den Grafen Enno II. über einen Larrelter Prediger, der der Lehre der Wiedertäufer zugetan sei. Enno II. seinerseits klagte in einem um 1530 verfassten Schreiben an den Landgrafen Philipp von Hessen über die unterschiedlichen Taufansichten, die in seinem Herrschaftsgebiet propagiert würden. Eine genauere Analyse der in diesem Schreiben erwähnten Tauflehren lässt vermuten, dass es sich bei deren Vertretern sowohl um sogenannte Sakramentarier unterschiedlicher Prägung als auch um chiliastisch geprägte Theologen gehandelt haben muss. Es wurde auch vermutet, dass unter den evangelischen Glaubensflüchtlingen, die in den 1520er-Jahren nach Ostfriesland gekommen waren, auch „täuferische Elemente von der Partei der Denckschen Nachfolger Jesu“ gewesen sein müssen. Inwieweit aber vor 1530 täuferische Sendboten in Ostfriesland unterwegs waren, kann aufgrund der Quellenlage nicht eindeutig nachgewiesen werden. Auch eine Anwesenheit des hessischen Täuferführers Melchior Rinck in Emden, die in älteren Darstellungen berichtet wird, gilt in der neueren Forschung nicht mehr als wahrscheinlich. Bezeugt ist jedoch, dass der Beginn der ostfriesischen und niederländischen Täuferbewegung mit dem Auftreten des aus Schwäbisch Hall stammenden Kürschners Melchior Hofmann eng verbunden ist. Aber auch Andreas von Bodenstein von Karlstadt gehörte zu den Wegbereitern des Täufertums in Ostfriesland.

### Hofmann und Karlstadt in Ostfriesland

#### Melchior Hofmann
Als Hofmann, der „erfolgreichste Laienprediger der Reformationszeit“, 1529 erstmals ostfriesischen Boden betrat, hatte er bereits – sowohl äußerlich als auch innerlich – eine weite Wegstrecke hinter sich. Stationen seiner Reise waren unter anderem das Baltikum (Wolmar, Dorpat und Reval), Schweden (Stockholm), die damals dänischen Herzogtümer Schleswig und Holstein (Flensburg und Kiel) und Lübeck. Anfangs galt er als lutherischer Sendbote, ausgestattet mit einem von Martin Luther höchstpersönlich verfassten Zeugnis seiner Rechtgläubigkeit. Ein – allerdings nicht von ihm provozierter – Bildersturm in Livland, seine zwinglianische Abendmahlsauffassung sowie seine spezielle apokalyptische Weltschau brachten ihn alsbald beim lutherischen Zweig der Reformation in Misskredit. Die sogenannte Flensburger Disputation, bei der sich Hofmann und Johannes Bugenhagen 1529 gegenüberstanden, geriet zum Eklat. Hofmann hatte angesichts der von ihm erwarteten Übermacht lutherischer Theologen Andreas Karlstadt, den Doktorvater Luthers, als seinen Beistand beantragt. Martin Luther intervenierte und setzte durch, dass Karlstadt, der in dieser Zeit seinen Wohnsitz in Ostfriesland hatte, keine Einreiseerlaubnis ins dänische Königreich erhielt. Hofmann verlor die Disputation und wurde an deren Ende als Häretiker verurteilt. Der dänische König Friedrich I., der als überzeugter Sakramentarier Hofmann innerlich zugeneigt war, verhütete die für den „Irrlehrer“ vorgesehenen peinlichen Befragungen, indem er ihn des Landes verwies.
Melchior Hofmann wandte sich noch im April 1529 nach Ostfriesland, wo er im Mai eintraf. Dort (oder schon vorher während der Reise?) nahm er Kontakt mit Andreas Karlstadt auf, der bei dem Junker Ulrich von Dornum Schutz vor den Nachstellungen der lutherischen Reformatoren gefunden hatte. Hofmann muss bei dieser Gelegenheit auch Ulrich von Dornum kennen und schätzen gelernt haben, denn er widmete ihm später zwei seiner Schriften. Für kurze Zeit waren Karlstadt und Hofmann gemeinsam im Ostfriesischen unterwegs.

#### Andreas Bodenstein von Karlstadt
Das Itinerar Karlstadts für die Monate zwischen Mai 1529 und Februar 1530 ist bekannt. Von Oldersum, wo er mit Hofmann Unterkunft auf der Burg gefunden hatte, reiste Karlstadt zu Hicko Houwerda, der in Uphusen seinen Adelssitz hatte und von dem später berichtet wurde, dass er Karlstadtianer gewesen sei. Danach war Andreas Karlstadt sieben Wochen Gast des Berumer Drosten Jeltco Iderhoff. Während er sowohl in Uphusen als auch in dem bei Berum gelegenen Hage Kanzelverbot erhielt, wurden ihm in Pilsum und Wirdum die Kirchen zur Verfügung gestellt. Die letzten Monate seines Ostfrieslandaufenthaltes verbrachte Karlstadt unter dem Decknamen Bauer Andrees auf einem Hof bei Schoonorth. Bei welchen Begegnungen seiner Ostfriesland-Reise in den gemeinsamen zwei Monaten Hofmann dabei war, ist nicht bekannt. Auf der Burg Oldersum verfasste er seinen Bericht über die Flensburger Disputation und brach durch diese Schrift endgültig mit dem Luthertum. Während Karlstadt noch bis Anfang 1530 zunächst in Berum und dann in der Krummhörn verblieb und anschließend aufgrund des Wiedertäufermandats von Graf Enno II. vertrieben wurde, reiste Hofmann nach Straßburg ab, dem „Treffpunkt vieler Abweichler“.

### Intermezzo: Hofmann in Straßburg
In Straßburg lernte Hofmann die verschiedenen Richtungen der Täuferbewegung kennen. Dazu gehörten 1529 unter anderem die Schweizer Brüder Schleitheimer Prägung, Angehörige des Marbeck-Kreises sowie Anhänger des Spiritualismus Hans Dencks. Er traf dabei auch auf die Gruppe der sogenannten Straßburger Propheten, die sich um das Ehepaar Jost und Barbara Rebstock gesammelt hatte. Von Ursula Josts Visionen fertigte er eine Niederschrift an und veröffentlichte sie. Sie bestätigten ihn in seinen apokalyptische Lehren. Auch sah er in ihnen einen klaren Hinweis auf seine eigene Rolle in den endzeitlichen Auseinandersetzungen. Von Ursulas Ehemann Lienhard Jost übernahm er die Idee der „apostolischen Sendboten“, die mit der Glaubenstaufe zwischen Gott und einer Endzeitgemeinde einen besonderen Bund aufzurichten hätten. Die Taufe galt für Hofmann fortan als Bundeszeichen, dessen Aufrichtung unter anderem ihm besonders aufgetragen war. Auch weitere theologische Eigenarten Hofmanns haben wahrscheinlich in Straßburg ihre Wurzel. Dazu gehören die Denck’sche Auffassung von der Allversöhnung, die erasmische Lehre von der Willensfreiheit sowie seine eigentümliche monophysitische Christologie: Christus sei durch Maria hindurchgegangen, ohne von ihr das „verfluchte Adamsfleisch“ angenommen zu haben. Nach diesem Konzept war Maria eine Art „Leihmutter“, die sich Gott für das „Zur-Welt-Kommen“ seines Sohnes zur Verfügung gestellt hat.
Die Frage, von wem Melchior Hofmann getauft wurde, ist aufgrund der vorhandenen Quellen nicht zu beantworten. Es ist gut möglich, dass er, der sich als apostolischer Sendbote verstand, es nicht für nötig hielt, sich selbst einer Taufe zu unterziehen. Auch bei der Mehrzahl der neutestamentlichen Apostel gab es ja keinen Hinweis auf den Empfang einer Taufe. Bekannt ist jedoch, dass er sich während seines ersten Straßburger Aufenthaltes für die verschiedenen Richtungen der Täuferbewegung persönlich einsetzte und für sie im Frühjahr 1530 die Bereitstellung eines eigenen Kirchengebäudes forderte. Als ihn der Rat der Stadt Straßburg daraufhin verhaften wollte, floh Hofmann aus der Stadt und begab sich wieder nach Ostfriesland, wo er nach Karlstadts Ausweisung im Mai 1530 in Emden eintraf.

### Die Emder Täufergemeinde

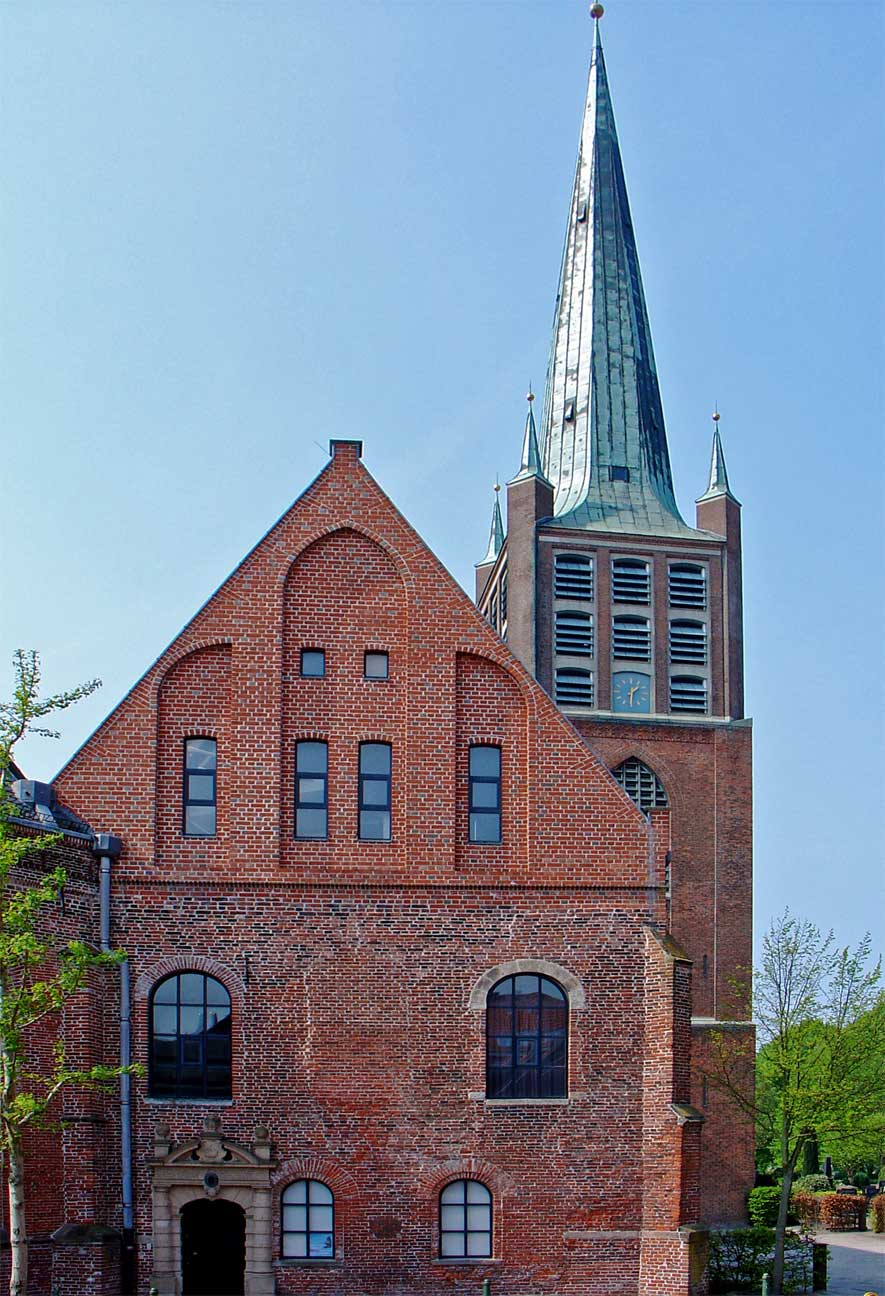
Große Kirche heute (Johannes-a-Lasco-Bibliothek)

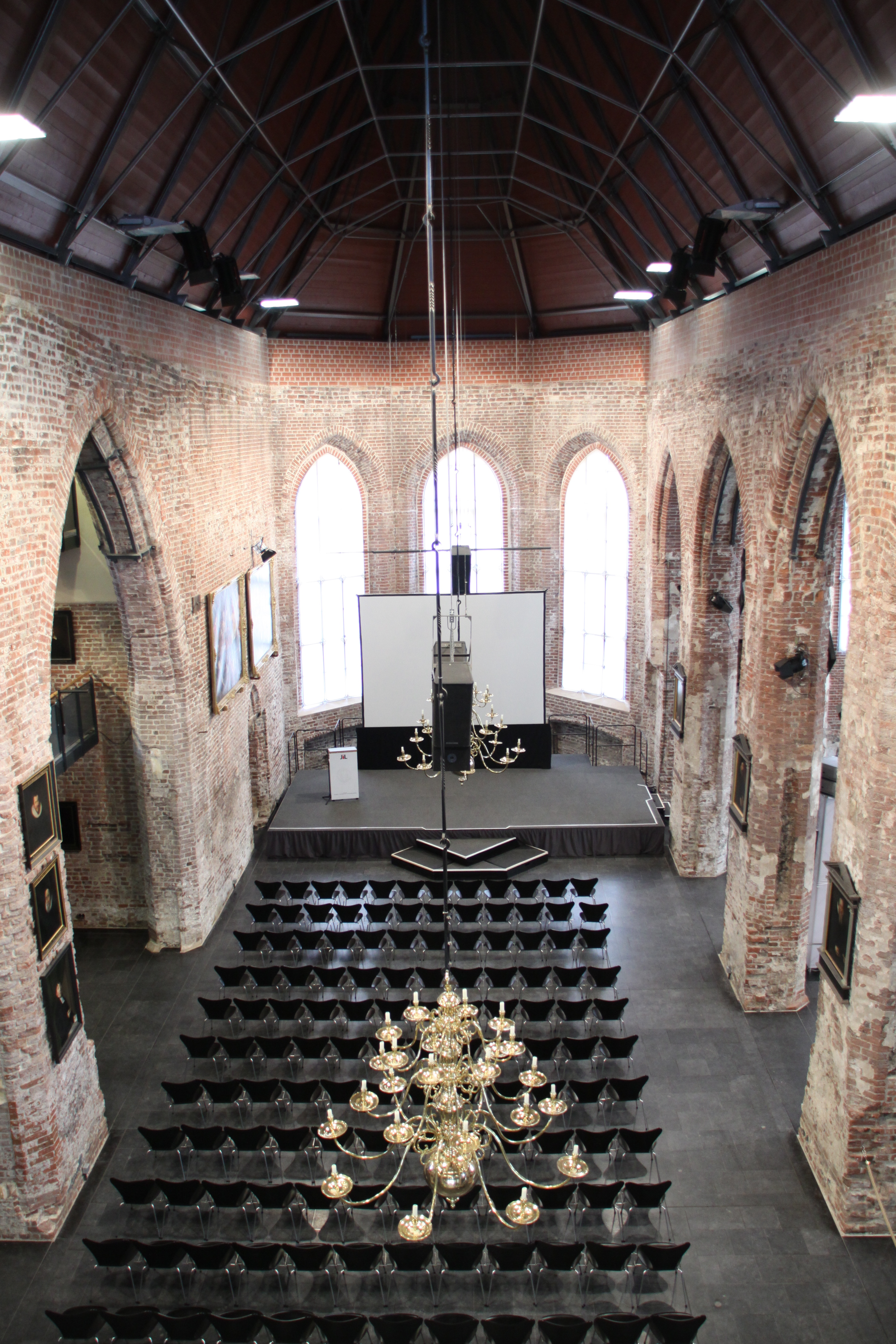
Heutiger Innenraum der Großen Kirche

In Emden angekommen begann Melchior Hofmann sofort mit einer umfangreichen Predigttätigkeit. Der Boden war offensichtlich durch Karlstadt und andere bereits erwähnte Persönlichkeiten, die der Täuferbewegung zugeneigt waren, bereitet. Hofmanns Verkündigung löste große Zustimmung und Begeisterung aus. Selbst Prediger traten unterstützend auf seine Seite. Hofmanns Predigtstätte war die Große Kirche in Emden und – nach dem Chronisten Eggerik Beninga – deren Gerkamer sein Baptisterium. Über 300 Personen sollen sich Anfang Juni 1530 der Taufe, die für Hofmann das Verlöbnis zwischen dem Gläubigen und seinem himmlischen Bräutigam Christus symbolisierte, unterzogen haben. Sie gingen damit nach Hofmanns Tauflehre die Verpflichtung ein, „die Welt zu verlassen und durch die Wüste der Verfolgung und Einsamkeit unbeirrt zum Gelobten Land zu wandeln.“ Obbe Philips (1500–1568) schrieb im Rückblick auf die Emder Ereignisse des Jahres 1530: „Und solches ließ der alte Graf alles geschehen, solang Melchior da war. Und wie man sagte, war der Graf diesem Glauben zugetan.“
Über die Organisationsform der ersten Emder Täufergemeinde liegen nur spärliche Informationen vor. Hofmanns ekklesiologisches Konzept, das sich nach manchen Wandlungen und Brüchen auf seinem „Weg von Luther zu den Täufern entwickelt“ hatte, ist allerdings aufgrund seiner Schriften darstellbar. An der Spitze „seiner“ Kirche befinden sich die apostolischen Sendboten, die als unmittelbar Berufene Gottes verkündigend von Stadt zu Stadt und Land zu Land ziehen. Ihnen haftet eine vollkommene Gerechtigkeit an, die sie auch durch etwaiges Sündigen nicht verlieren. Sie leben in äußerer Armut und reisen mittellos als Botschafter des Evangeliums. Die zweite Gruppe in dieser Hierarchie bildet „die Schar der erstgeborenen Propheten“. Sie sind den Sendboten untertan und haben ihre Träume und Visionen von ihnen anhand der Norm des Wortes Gottes prüfen zu lassen. An dritter Stelle steht „der ganze Haufe der Pastoren“, die jeweils die Hirten der örtlichen Gemeinde sind. Sie selbst stehen unter der geistlichen Hirtenschaft der Sendboten. Im Gegensatz zu ihnen dürfen sie über Haus und Hof verfügen, nicht zuletzt, um reisende Apostel beherbergen zu können. Die unterste Schicht der Gemeinde besteht aus den einfachen Gemeindemitgliedern, die keinen Anspruch auf persönlichen Kontakt zu den Sendboten haben, sondern die apostolischen Anweisungen über ihre Gemeindevorsteher erhalten. Diese hierarchische Kirchenstruktur widersprach radikal der „Gemeindedemokratie“, die von anderen Täufern – so zum Beispiel von den Schweizer Brüdern – gelehrt und gelebt wurde. Hier wurden die Hirten, Lehrer, Diener der Notdurft (Diakone) und Sendboten von der Gemeinde gewählt und an der Stelle einer Kirchenhierarchie, die von oben nach unten Anweisungen erteilte, stand die Synode, die Vereinigung etlicher Kinder Gottes, die um die Lehre und Ethik miteinander rangen. Zu einer Annäherung an die Auffassungen der Schweizer Brüder sollte es bei den ostfriesischen Täufern erst durch die Wirksamkeit und den Einfluss Menno Simons’ kommen. Bis dahin war die Emder Gemeinde und die durch Einzelne ihrer Mitglieder ausgelöste Bewegung in den Niederlanden und im Münsterland melchioritisch.
Dieses ekklesiologische Konzept spiegelt sich in Ansätzen auch in den wenigen Nachrichten wider, die wir über die Organisationsstruktur der Emder Täufergemeinde besitzen. So sandte Melchior Hofmann noch während seines Aufenthalts in Emden apostolische Sendboten in die Niederlande aus. Die Emder Gemeinde unterstellte er vor seiner Abreise nach Amsterdam dem aus Hoorn in Nordholland stammenden Hirten Jan Folkertsz Trypmaker. Auch ein Prophet meldete sich während der Anfänge der Emder Täufergemeinde zu Wort. Der bereits erwähnte Chronist Obbe Philips schrieb in seinen Bekenntnissen: „Und da Melchior seine Agitation [erg.: in Emden] mit Hast betrieb, zog er auf die Prophezeiung eines alten Mannes in Ostfriesland hin nach Straßburg hinauf. Der Mann hatte ihm prophezeit, dass er ein halbes Jahr in Straßburg im Gefängnis sitzen und danach sein Predigtamt mit Hilfe seiner Diener oder Anhänger über die ganze Welt fortführen werde.“ Hofmann folgte dieser Prophetie, allerdings nicht ohne Umweg. Er zog zunächst nach Amsterdam und erst von dort nach Straßburg, wo er sich „gutwillig, fröhlich und wohl getröstet“ (Obbe Philips) gefangen nehmen ließ. Seine Haftzeit sollte allerdings nicht nur ein halbes Jahr dauern und auch nicht mit der prophezeiten Freiheit enden. Er starb nach zehnjähriger Gefangenschaft im Kerker. Während seines Gefängnisaufenthaltes verfasste Melchior Hofmann mehr als 35 Schriften, von denen über die Hälfte verloren gegangen sind.
Nachrichten über den Auftritt Hofmanns in Ostfriesland waren binnen kürzester Zeit bis nach Wittenberg gelangt. Bereits am 1. Juni 1530 schrieb Martin Luther an den bremischen Prädikanten Johannes Zelst, er und die anderen Vertreter der lutherischen Partei sollten den „Melchior mit seiner figürlichen Schriftdeutung“ meiden, „da derselbe schon lange dem Satan übergeben und lediglich von fanatischen Spekulationen erfüllt sei.“

## Weitere Entwicklungen
Von Emden breitete sich innerhalb kürzester Zeit die melchioritische Täuferbewegung über Friesland, Nordholland und Amsterdam in den gesamten nördlichen Niederlanden aus und erfuhr dort ein rasantes Wachstum. Neben Hofmann waren es vor allem der bereits erwähnte Jan Folkertsz Trypmaker und der von diesem noch in Emden getaufte Sikke Freriks, die die täuferischen Lehren jenseits der ostfriesischen Westgrenze verkündigten. Einerseits fiel ihre Botschaft auf fruchtbaren Boden, da „weite Teile der Bevölkerung durch die sakramentarische Abendmahlskritik der römischen Kirche entfremdet und unter sich verschlechternden Bedingungen für apokalyptische Weltdeutung [...] empfänglich waren“. Andererseits gab es heftigen Widerstand staatlicher und kirchlicher Behörden, der von Anfang an zu Verfolgungen und Hinrichtungen führte. Hofmann ordnete deshalb um 1533 einen sogenannten Stillstand der Taufe an. Diese Anordnung wurde allerdings von inzwischen radikalisierten Teilen der Melchioriten nicht befolgt. Zu ihnen gehörte Jan van Leiden, der spätere sogenannte Täuferkönig von Münster.
Einer der ersten täuferischen Märtyrer der Niederlande war Sikke Freeriks, Gründer der Täufergemeinde Leeuwarden, aus der später die Brüder Obbe und Dirk Philips hervorgingen. Freeriks’ Hinrichtung machte auf den römisch-katholischen Priester und späteren Täufer Menno Simons einen tiefen Eindruck und bewegte diesen, nach der biblischen Rechtfertigung der Säuglingstaufe zu forschen.
Über die weitere Entwicklung der Täuferbewegung in Ostfriesland berichtete Eggerik Beninga: So balde de Overicheit vernam, dat Melchior begunde to dopen, wurt he mit de den Secten anhangich, und sich andermael dopen hadden laten, uth Ostfreeslant verbannet, und alle, de der Secten waren, musten ruymen. Nach dieser Meldung wäre die Täuferbewegung in Ostfriesland nur eine kurze Episode gewesen. Es gibt jedoch berechtigte Gründe, diese Meldung in Zweifel zu ziehen. Zum einen ist nachweisbar, dass Melchior Hofmann erst im Spätherbst des Jahres 1530 die Stadt Emden verließ. Sein Emder Aufenthalt währte also mehrere Monate. Von einer sofortigen Ausweisung Hofmanns nach den ersten von ihm vollzogenen Taufen kann also keine Rede sein. Grundlos wäre dann auch ein erst 1534 erlassenes Mandat des Grafen Enno II., das den Emder Magistrat anwies, Wiedertaufen zu verhindern und Täufer zu verhaften. Die von Melchior Hofmann initiierte Täuferbewegung überdauerte alle obrigkeitlichen Maßnahmen und Verfolgungen, erfuhr aber in den Folgejahren durch das Auftreten von Dirk Philips, Menno Simons und anderen Täuferpersönlichkeiten eine innere Wandlung. Die ostfriesischen Melchioriten, die die Täuferbotschaft in die Niederlande getragen hatten, wurden unter dem Einfluss niederländischer Täufer zu Mennoniten.

## Geschichte der Mennoniten in Ostfriesland

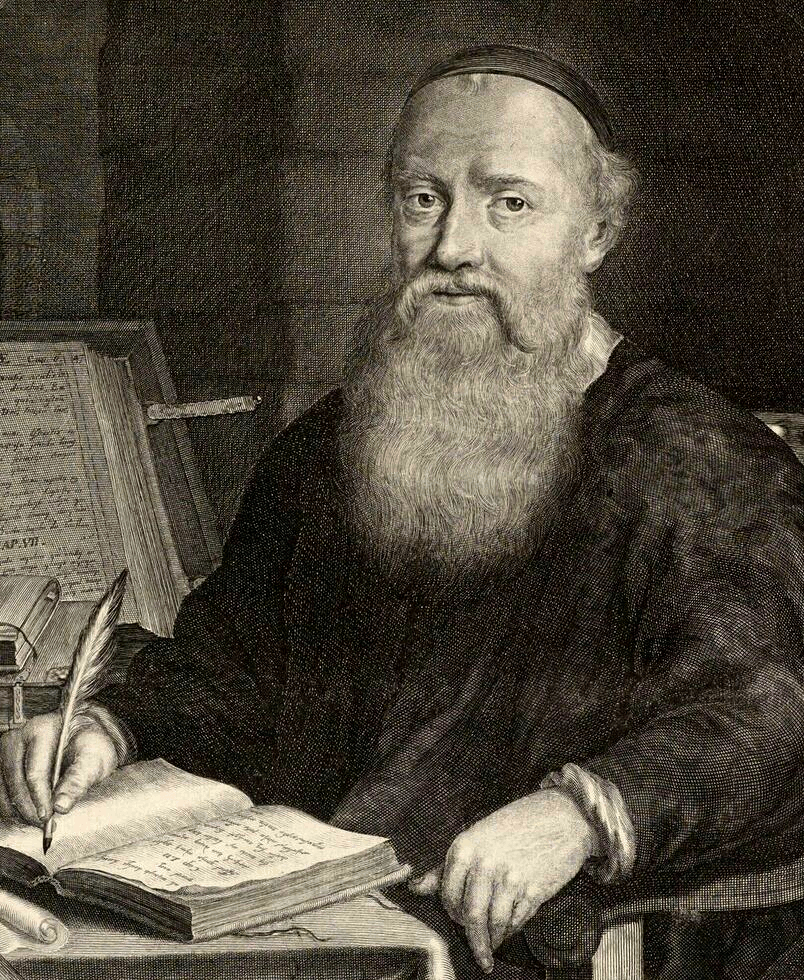
Menno Simons

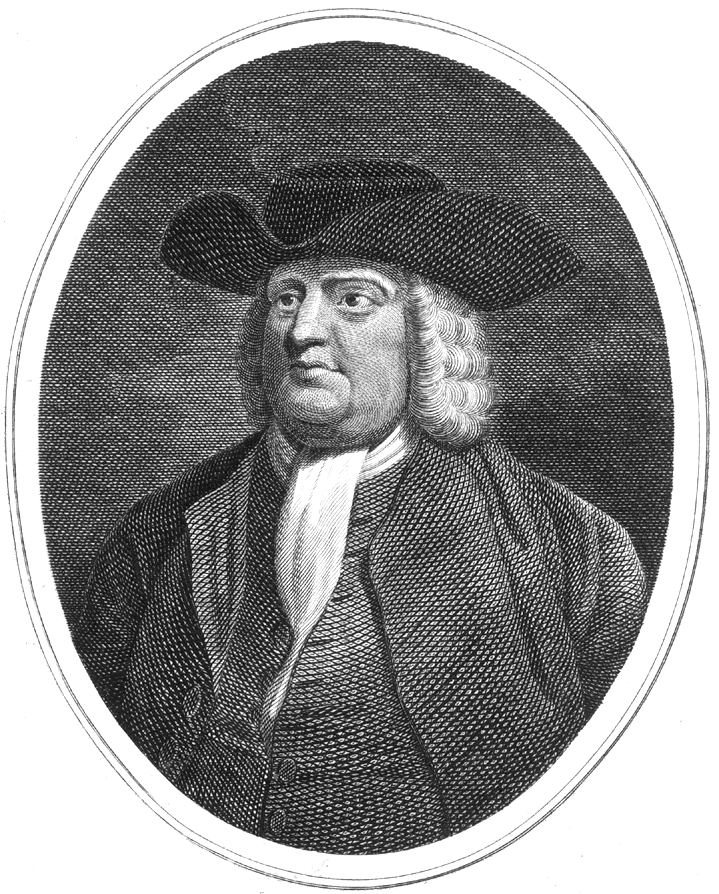
William Penn

Die Entwicklung der melchioritisch geprägten ostfriesischen Täufer zum Mennonitentum ist eng mit Menno Simons, dem Namensgeber dieser freikirchlichen Bewegung, verbunden. Simons, ursprünglich katholischer Priester in den westfriesischen Orten Pingjum und Witmarsum, hatte aufgrund seiner Beschäftigung mit der Bibel und verschiedenen Schriften Luthers schon über einen längeren Zeitraum hinweg Zweifel an der Abendmahlslehre der römischen Kirche gehegt. 1531 erfuhr er von der in Leeuwarden vollzogenen Hinrichtung des bereits erwähnten Täufermärtyrers Sikke Frerichs und begann sich infolgedessen mit der Tauflehre seiner Kirche und deren biblische Begründung zu befassen. Die Konsequenz dieses Nachdenkens und weitere Überlegungen waren für ihn die Niederlegung seines Priesteramtes und der Austritt aus der römisch-katholischen Kirche. 1536 ließ er sich von Obbe Philips taufen. Nach einem Jahr der Stille und des persönlichen Schriftstudiums, welches er in einem Versteck in Groningen verbrachte, wurde Menno Simons 1537 zum Ältesten der Täufer ordiniert. Noch im selben Jahr verzog er nach Ostfriesland, wo er bis 1546 seinen Wohnsitz hatte. Es gelang Menno Simons, aus den Resten der ostfriesischen Täuferkreise, die durch den Zuzug niederländischer Glaubensflüchtlinge verstärkt wurden, geordnete Gemeinden zu bilden.
Zwar blieben die Mennoniten in der teils lutherischen, teils reformierten Umgebung eine religiöse Minderheit, waren aber in den folgenden Jahrhunderten sowohl in den Städten und als auch in den Landgemeinden Ostfrieslands stets vertreten. Im Verhältnis zu den anderen protestantischen Konfessionen etablierten sie sich mit den Jahren und „übten sich früh im ökumenischen Dialog“. Bei den politischen Machthabern blieben sie bis zum Ausgang des 17. Jahrhunderts „das Objekt ständiger finanzieller Erpressungen“. So forderte Graf Enno III. im Jahr 1622 von den ostfriesischen Mennoniten 12.000 Reichsthaler, wofür er ihnen zehn Jahre lang freies Geleit und eine freie – allerdings nichtöffentliche – Religionsausübung gestatten wollte. Nachdem die Mennoniten die geforderte Schutzgeldzahlung abgelehnt hatten, erklärte Enno III. die Mitglieder der mennonitischen Gemeinden für staatenlos und verfügte die Inhaftierung ihrer Prediger. Die Strafmaßnahmen konnten aber wegen des Einfalls der Mansfelder Söldnertruppen (Herbst 1622) nicht durchgesetzt werden. Weitere Schutzgelderpressungen sowie andere Unterdrückungsmaßnahmen blieben jedoch nicht aus. So erließ Graf Ulrich II. 1641 ein Gesetz gegen sogenannte Privatkonventikel, das die ostfriesischen Mennoniten in Bedrängnis brachte. Nur mit hohen Geldsummen konnten sie sich frei kaufen. 1666/67 verbot die Fürstin Christine Charlotte mennonitische Gottesdienste und Zusammenkünfte – trotz Einspruchs der Ostfriesischen Landstände. Erst nach erneuten Zahlungen wurde ihnen ein Schutzbrief ausgestellt. „Nicht die Bereitschaft zur Toleranz auf Seiten ostfriesischen Grafen und Fürsten, sondern die Zahlungsmöglichkeiten der Mennoniten verschaffte dieser Minderheit Lebensmöglichkeiten in Ostfriesland“.
Nicht nur der äußere politische Druck blockierte das Wachstum und die Ausbreitung der Erben der ostfriesischen Täuferbewegung, sondern auch innere Auseinandersetzungen und Spaltungen. 1645 gelangte Uko Walles, der bis dahin in Groningen gewirkt hatte und dort wegen seiner Lehren verbannt worden war, nach Ostfriesland. Von Ulrich II. erhielt er die Aufenthaltserlaubnis, nachdem er sich als Mennonit ausgegeben hatte. Wallis pachtete das alte Kloster Sielmönken als Wohnsitz und begann vor allem in Mennonitenkreisen seine Lehren zu verbreiten. Dies führte unter anderem in Norden zur Gemeindespaltung, die allerdings später überwunden werden konnte.
William Penn (1644 bis 1718), Begründer der Quäkerbewegung, besuchte 1671 die Stadt Emden und fand Aufnahme in einem mennonitischen Bürgerhaus. Sein Aufenthalt in der ostfriesischen Hafenstadt blieb nicht ohne Folgen für die Mennonitengemeinde. Penn gewann den Emder Arzt Johann Wilhelm Haesbaert für seine religiösen Anschauungen. Haesbaert gründete eine Quäkergemeinschaft, deren Mitglieder sich hauptsächlich aus der Mennonitenkirche rekrutierten. Der Emder Magistrat verbot die neue Gemeinde und wies ihre Mitglieder aus. Als diese kurze Zeit später zurückkehrten, wurden sie inhaftiert. William Penn intervenierte gegen das Vorgehen des Magistrats. In diesem Zusammenhang verfasste er 1674 einen umfangreichen Beschwerdebrief und besuchte drei Jahre später die ostfriesische Hafenstadt ein zweites Mal. Das Ergebnis dieser Fürsprache war die offizielle Duldung der Emder Quäkergemeinschaft. 1688 wanderte der größte Teil dieser Gemeinde nach England aus. In Emden blieben nur fünf bis sechs Familien ansässig.

### Aurich
Über die Gemeinde in Aurich liegen relativ wenige Informationen vor. Bereits im späten 16. Jahrhundert hatte Leenaert Bouwens mehrere Personen in Aurich getauft. Später bestanden wahrscheinlich sowohl eine flämische als auch eine waterländische Gemeinde. Aus dem Jahr 1644 liegt ein Bericht von Auricher Mennoniten vor, dass ihr Pastor überraschend festgenommen worden sei. Ein Register von 1646 zählt 21 Namen (wahrscheinlich für ganze Familien stehend) auf. Jedoch scheinen die wenigen Auricher Täufer/Mennoniten den finanziellen Forderungen, die einer Tolerierung in der Stadt zugrunde lag, nicht dauerhaft erfüllt haben zu können, so dass sie im Laufe der Zeit abwanderten. In einer Petition der ostfriesischen Mennoniten von 1709 findet sich die Aussage, dass die Gemeinde in Aurich ausgestorben wäre.

### Emden
Die Geschichte der Emder Mennonitengemeinde geht auf die oben beschriebene Täuferbewegung in der ostfriesischen Hafenstadt zurück. Sie zählt heute 102 Mitglieder und gehört mit den Gemeinden Leer / Oldenburg, Norden und Gronau zur Konferenz der nordwestdeutschen Mennonitengemeinden. Die in der Konferenz verbundenen Gemeinden unterhalten eine Pastorenstelle. Gotteshaus der Emder Mennoniten ist ein Kirchsaal an der Brückstraße 74, der anstelle der im Zweiten Weltkrieg zerstörten Mennonitenkirche errichtet worden ist. Die Gemeinde engagiert sich auch in der städtischen Ökumene und besitzt Körperschaftsrechte.

### Norden

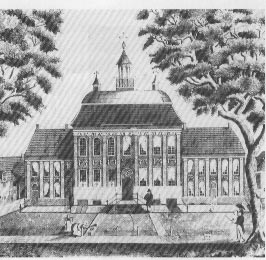
Mennonitenkirche Norden (historischer Stich)

Ein konkretes Gründungsdatum der Norder Mennonitengemeinde ist nicht bekannt. Belegt ist jedoch ein sogenanntes Religionsgespräch, das vom 17. bis zum 19. Februar 1556 zwischen dem reformierten Pastor Martin(us) Micron(ius) und dem Mennoniten Adolph Spegelmaker stattfand. Hauptthema dieses Lehrdisputs, zu dem die Reformierten herausgefordert hatten, waren christologische Fragen, insbesondere die Frage nach der Menschwerdung Gottes.
1647 spaltet sich die Gemeinde durch das Auftreten des mennonitische Separatisten Uko Walles. Er begann, Konventikel abzuhalten und gründete die Gemeinde der Alt-Fläminger, die auch Ukowallisten genannt wurden. Während die Anhänger Uko Walles’ sich in einem gemieteten Haus versammelten, trafen sich die Mennoniten, die sich nun als Waterländer bezeichneten, in einem kleinen eigenen Bethaus, das sich an der heutigen Mennonitenlohne befand. Erst am 12. April 1780 vereinigten sich die beiden getrennten Gemeinden wieder zur Norder Mennonitengemeinde. 1795 erwarb die vereinigte Mennonitengemeinde ein Haus am Norder Marktplatz und baute den Profanbau zu einem Gotteshaus um. Bis heute ist dieses (später erweiterte) Haus das Gemeindezentrum der Norder Mennoniten.

### Leer

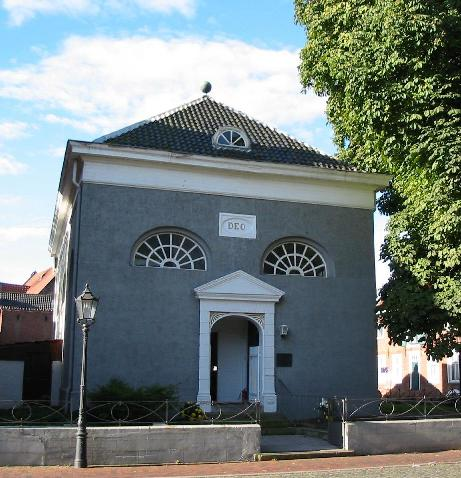
Mennonitenkirche Leer

Die Anfänge der heute noch existierenden Leeraner Mennonitengemeinde gehen auf die 1540er Jahre zurück. Sie ist damit nach Emden die zweitälteste Täufergemeinde der ostfriesischen Halbinsel. Ihre Gründungsväter waren täuferische Glaubensflüchtlinge aus den Niederlanden, die in Leer Asyl erhalten hatten und später Schutzbriefe der ostfriesischen Grafen empfingen. 1644 kam es zu einer Spaltung der Gemeinde, die jedoch in der zweiten Hälfte des 18. Jahrhunderts überwunden werden konnte.

### Neustadtgödens

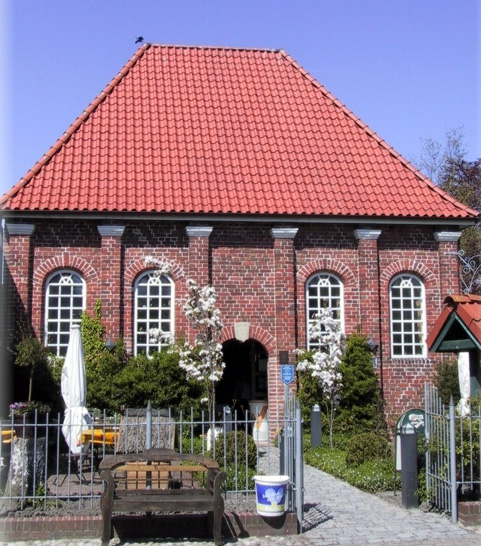
Mennonitenkirche Neustadtgödens (heute Café)

Nach der Antoniusflut von 1511, bei der der Jadebusen seine größte Ausdehnung erreichte, begannen in der Herrlichkeit Gödens, die damals zu Ostfriesland gehörte, umfangreiche Eindeichungsmaßnahmen. Im Zuge dieser Maßnahmen wurde 1544 ein Siel errichtet, das die Keimzelle des Ortes Neustadtgödens bildete. Die Besitzer der Herrlichkeit, die Familie von Frydag, warben durch religiöse Toleranz viele Glaubensflüchtlinge in die Planstadt, die nach dem Herrschaftssitz Gödens die Bezeichnung Neustadt Gödens erhielt. Unter den ersten Siedlern waren vor allem mennonitische Glaubensflüchtlinge. Viele von ihnen waren gezielt angeworbene niederländische Fachkräfte. Unter ihnen waren vor allem Deicharbeiter aus den Niederlanden. Später arbeiteten viele von ihnen als Leinenweber. Seit 1709 besaßen die Mennoniten ein eigenes Bethaus und 1741 wurde ihnen schließlich als letzte christliche Konfession im Ort der Bau einer eigenen Kirche in der Brückstraße gestattet. Die Kirche (Vermaning) ist ein schlichter im Stil des Klassizismus gehaltener Ziegelbau und steht heute unter Denkmalschutz.
Nach dem Dreißigjährigen Krieg stellte die Familie von Freydag den Mennoniten Gemeinschaftsschutzbriefe aus, was eine weitere Zuwanderung aus den Niederlanden, Emden und Leer zur Folge hatte. Im Laufe des 17. und 18. Jahrhunderts entwickelte sich die mennonitische Gemeinde zur größten in Ostfriesland. Ab Ende des 18. Jahrhunderts nahm die Zahl der Gemeindemitglieder jedoch stark ab, so dass 1841 hier die letzte Predigt gelesen wurde. Seit 1893 gilt die Gemeinde als erloschen. Heute ist in der früheren Mennonitenkirche ein Café eingerichtet.

### Oldersum
Im 16. Jahrhundert spielte Oldersum für die Einführung der Reformation in Ostfriesland die Geschichte der Täufer eine bedeutende Rolle. Hier fand das Religionsgespräch von 1526 statt und hier fanden Andreas Karlstadt, Melchior Hofmann und Menno Simons eine Unterkunft und Wirkungsstätte. Auch im weiteren Verlauf des 16. Jahrhunderts kam es in Oldersum zu Wiedertaufen. Nach der Regierung durch lokale Häuptlinge kaufte Emden im Jahr 1631 die hochverschuldete Herrlichkeit Oldersum. Dies verschaffte den Oldersumer Mennoniten zwar keine größeren Freiheiten als im übrigen Ostfriesland, beendete aber die hohen Sonderleistungen an die Fürsten für die Schutzbriefe, da Oldersum dem Magistrat unterstand. Hendrick Derks († 1652), der sich der Groninger alt-flämischen Richtung verbunden fühlte, ist als einer der letzten Ältesten der Oldersumer Gemeinde nachgewiesen, die sich spätestens um 1700 auflöste oder in den Nachbargemeinden aufging.

## Gegenwart
Nach dem allmählichen zahlenmäßigen Rückgang der Mennoniten in Ostfriesland vereinigten sich 1942 die verbliebenen Gemeinden in Emden, Leer und Norden mit der westfälischen Gemeinde Gronau in der „Konferenz der nordwestdeutschen Mennonitengemeinden“. Die Gemeinden unterhalten seitdem einen gemeinsamen Pastor, bewahren aber ihre Selbstständigkeit. Im Jahr 1960 umfasste die Gemeinde in Emden 268 Mitglieder (darunter 48 Kinder), in Leer 59 Mitglieder (12 Kinder), Norden 101 und Gronau 87 (mit 14 Kindern). Nachdem in Oldenburg 1945 eine Gemeinde vor allem durch Aussiedler aus Westpreußen entstanden war, vereinigte sich die Gemeinde 1970 mit der in Leer und zählt heute insgesamt 97 Mitglieder. Die Emder Gemeinde hat 102 und die Norder Gemeinde 49 Mitglieder (Stand: 2012). Die ostfriesischen Gemeinden gehören zur „Vereinigung der Deutschen Mennonitengemeinden“, in der 14 Gemeinden aus der nördlichen Hälfte Deutschlands mit rund 2.400 Mitgliedern zusammengeschlossen sind. Kennzeichnend für die Gemeinden in Ostfriesland ist ihr großes Einzugsgebiet. Alle Gemeinden sind in der örtlichen Ökumene engagiert. Jede Gemeinde feiert einmal im Monat ihren Gottesdienst.